# Rhipsalis crispata
A Rhipsalis crispata egy gyakran termesztett, gazdagon virágzó epifita kaktusz.

## Jellemzői
Lapos szártagokból felépülő testű növény, szárszegmensei 60–100 mm hosszúak, széles a tövén és a csúcsán, széle többé-kevésbé hullámos. Néha a fiatal szegmensek az öreg szegmensek oldalsó areoláin fejlődnek. Virágai magánosak, vagy 2-4-es csoportot képeznek, 10–12 mm szélesre nyílnak, krémszínűek, vagy sárgák, számos porzószáluk van. Termése 7 mm átmérőjű fehér bogyó.

## Elterjedése
Brazília: Pernambuco, Rio de Janeiro és São Paulo államok. Terresztris és epifitikus a parti dűnéktől a brejo/agreste erdőkön és a szubhumid restinga erdőkön át az atlanti erdőkig a tengerszinttől 900 m tengerszint feletti magasságig. Termesztésben való elterjedtsége ellenére a természetben ritka élőhelyének pusztulása miatt.

## Rokonsági viszonyai
A Phyllarthrorhipsalis subgenus tagja.